# The Sing-Off
The Sing-Off est une compétition de chant télévisée américaine mettant en scène des groupes a cappella. L'émission a débuté le 14 décembre 2009 sur NBC et est produite par Sony Pictures Television. Elle est animée par Nick Lachey (issu du groupe 98 Degrees), avec les juges Ben Folds, Shawn Stockman (en) (du groupe de R&B vocal Boyz II Men), et originellement Nicole Scherzinger, plus tard remplacée par Sara Bareilles.

## Les vainqueurs
| Saison/Année  | Vainqueur      | Second                      | Troisième          | no | Début             | Dernière émission |
| ------------- | -------------- | --------------------------- | ------------------ | -- | ----------------- | ----------------- |
| 1 (en) (2009) | Nota (en)      | Beelzebubs (en)             | Voices of Lee (en) | 4  | 14 décembre 2009  | 21 décembre 2009  |
| 2 (en) (2010) | Committed (en) | Street Corner Symphony (en) | The Backbeats      | 5  | 6 décembre 2010   | 20 décembre 2010  |
| 3 (en) (2011) | Pentatonix     | The Dartmouth Aires (en)    | Urban Method (en)  | 11 | 19 septembre 2011 | 28 novembre 2011  |
| 4 (en) (2013) | Home Free      | Ten                         | Vocal Rush (en)    | 7  | 9 décembre 2013   | 23 décembre 2013  |

## En France
L'émission a été importée en France sous le titre Sing-Off 100 % Vocal et est diffusée sur France 2 du samedi 24 septembre 2011 à 20 h 35 au samedi 15 octobre 2011 ; elle est présentée par Alexandre Devoise avec le jury suivant : Tina Arena, Soprano, Michel Jonasz. Le 15 octobre 2011, l'émission est remportée par le groupe Tale Of Voice, juste devant le groupe suisse Voxset.

## Autres pays
Le concept a également été décliné aux Pays-Bas et en Chine.